# 宮崎崚平
宮崎 崚平（みやざき りょうへい、1995年9月20日 - ）は、静岡県出身のサッカー選手。ポジションはフォワード。

## 来歴
2014年、 ジョイフル本田つくばFCに加入。
2015年3月18日、つくばFCの退団およびポーランド4部のBKSスパルタ・ブロドニツァへの移籍が発表された。
2016年、トライアウトを経て第一期メンバーとしていわきFCに加入。
2017年3月1日、滋賀県1部の滋賀ユナイテッドMFCに加入。
同年5月16日に関西サッカーリーグ1部のレイジェンド滋賀FCに加入。12月6日に退団。
2018年はUSLリーグ2のサンディエゴゼストFCでプレー。
2020年2月16日、マレーシアM3リーグのメラワティFCと契約。しかし、COVID-19パンデミックのために2020年シーズンのM3リーグは中止となった。
2021年1月15日、セルビア・スーペルリーガのOFKバチュカに加入。しかし、怪我もあって終盤の2試合のみの出場で終わった。